# Bọ chét chuột phương Đông
Bọ chét chuột phương Đông hay bọ chét chuột nhiệt đới hay (tên khoa học là Xenopsylla cheopis), là một loài côn trùng ký sinh trên các động vật gặm nhấm, chủ yếu là chuột, và đóng vai trò là vector của bệnh dịch hạch và sốt phát ban chuột. Sự lan truyền bệnh xảy ra khi bọ chét hút máu gặm nhấm, và sau đó hút máu người. Bọ chét chuột phương Đông được biết đến nhiều vì vai trò của nó trong reo rắc Cái chết Đen.

## Cấu trúc cơ thể
Bọ chét chuột phương Đông không có hàm răng lược ở hàm và ở ngực. Đặc điểm này được dùng để phân biệt với các loài bọ chét mèo, bọ chét chó và những loài bọ chét khác.
Chiều dài cơ thể của bọ chét chỉ vào khoảng một phần mười chiều dài của một inch (khoảng 2,5 mm). Cơ thể của bọ chét được chia làm ba phần: đầu, ngực, và bụng và có cấu trúc thích nghi với khả năng nhảy xa. Phần đầu và ngực có các hàng lông cứng và phần bụng có tám đốt nhìn thấy được.
Miệng của bọ chét có hai chức năng: thứ nhất là tiêm nước bọt hoặc tiêu hóa một phần máu khi cắn, và thứ hai là hút máu từ cơ thể ký chủ. Đây chính là cơ chế cơ học lan truyền mầm bệnh từ bọ chét. Bọ chét ngửi mùi carbon dioxide bốc ra từ người và các động vật rồi sau đó di chuyển nhanh chóng đến ký chủ mới để hút máu bằng cách nhảy. Bọ chét không có cánh và do đó không thể bay, tuy nhiên nó có khả năng nhảy trong một khoảng cách xa nhờ vào các đôi chân mạnh mẽ. Các chân của bọ chét gồm 4 phần. Phần gần nhất đối với cơ thể gọi là coxa. Kế tiếp là femur, tibia và tarsus. Một con bọ chét có thể sử dụng các chân của nó để nhảy một khoảng cách gấp 200 lần chiều dài của cơ thể nó (khoảng 20 in/50 cm). Nó cũng có thể nhảy lên theo trục thẳng đứng một khoảng cách gấp 130 lần chiều cao cơ thể (khoảng 13 in/33 cm).

## Chu trình phát triển

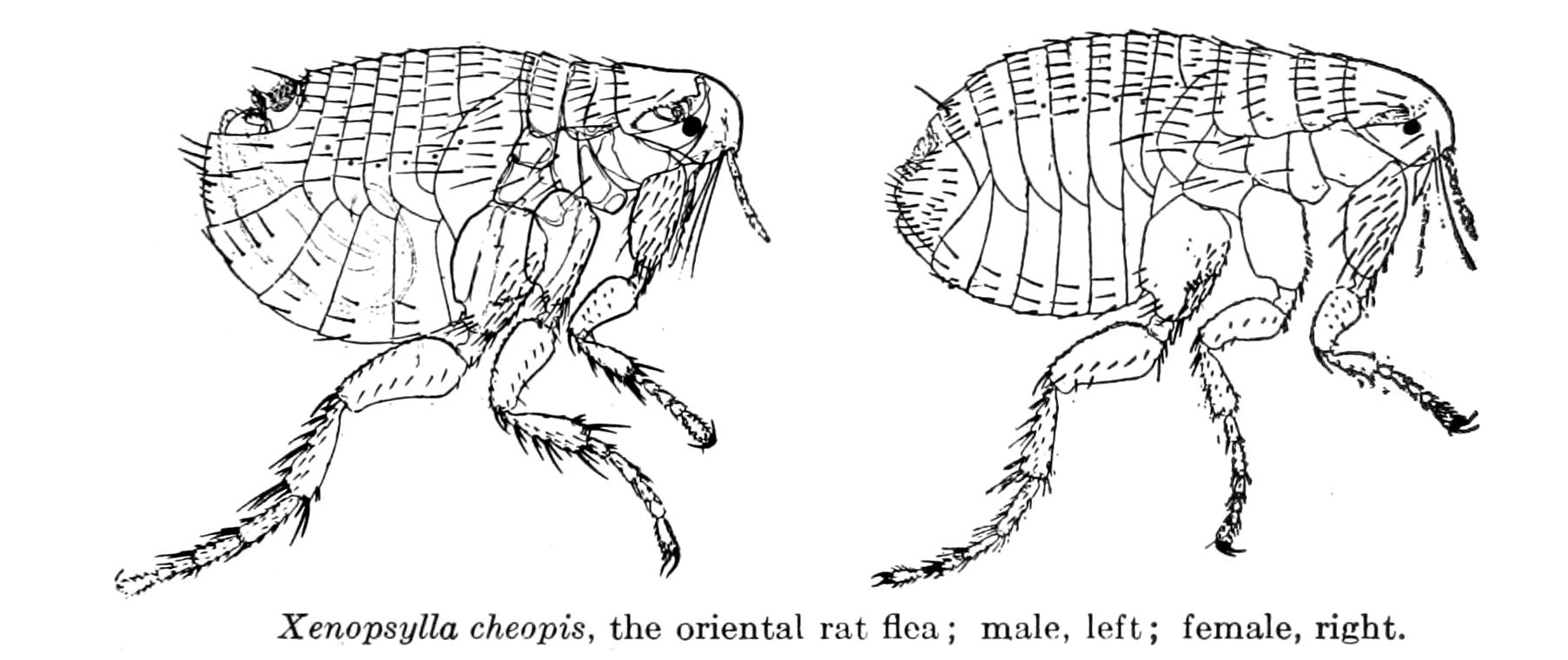
Con đực và con cái Xenopsylla cheopis

Vòng đời của một con bọ chét trải qua 4 giai đoạn. Giai đoạn thứ nhất là giai đoạn trứng. Trứng được bọ chét cái đẻ trong đất hay trong các hang ổ trên cơ thể ký chủ, nhưng sau đó thường sớm rơi xuống đất hay chỗ ở của ký chủ. Tùy theo nhiệt độ và độ ẩm của môi trường, trứng sẽ nở từ 1 đến 10 ngày sau đó cho ra ấu trùng có bề ngoài khá giống sâu dài 2 mm. Ấu trùng có đặc điểm là không có chân, cơ thể phủ đầy lông cứng, bộ phận miệng kiểu nhai. Trong giai đoạn này, ấu trùng không hút máu mà dinh dưỡng bằng cách ăn các tế bào da rơi rụng của ký chủ, phân bọ chét trưởng thành, và các sinh vật ký sinh khác sống trong đất. Khi con ấu trùng trưởng thành sẽ hóa kén phát triển thành nhộng và ẩn mình trong lớp đất xung quanh. Giai đoạn này kéo dài từ 1 tuần cho đến 6 tháng được gọi là biến thái. Khi nhộng lột xác thành bọ chét, nó bước vào giai đoạn cuối là giai đoạn trưởng thành. Trong giai đoạn này, bọ chét đi hút máu và giao phối với các con bọ chét khác. Một con bọ chét cái có thể chỉ giao phối một lần và đẻ 50 trứng một ngày trong quãng đời còn lại.
Các cuộc thí nghiệm đã chỉ ra nhiệt độ thích hợp để bọ chét phát triển tốt nhất là trong khí hậu khô với điều kiện nhiệt độ là trong khoảng 20–25 °C (68–77 °F). Bọ chét có thể sống đến một năm và tồn tại trong nhộng suốt 1 năm nếu điều kiện không thuận lợi.

## Lịch sử
Bọ chét chuột là một trong những nguyên nhân chính gây ra đại dịch Cái chết Đen. Sinh vật này được thu thập tại Ai Cập lần đầu tiên bởi N. C. Rothschild cùng với Karl Jordan và được miêu tả vào năm 1903. Tên bọ chét là cheopis theo tên Kim tự tháp Cheops.

## Vai trò truyền bệnh
Bọ chét chuột phương Đông đóng vai trò là vector trong bệnh dịch hạch, Yersinia pestis, Rickettsia typhi và cũng đóng vai trò là ký chủ của các loài sán dây Hymenolepis diminuta và Hymenolepis nana. Các bệnh này có thể được truyền từ thế hệ bọ chét này đến thế hệ tiếp theo thông qua trứng.